# 第二十八あけぼの丸
第二十八あけぼの丸（第28あけぼの丸）とは、1982年1月6日にアリューシャン列島沖（ベーリング海）で転覆・沈没した漁船のことである。

## 1982年の海難事故
1982年1月6日16時57分（日本時間では13時57分）ごろ、遠洋底引網漁業を行なっていた第二十八あけぼの丸がベーリング海（北緯54度5分 西経178度25分 / 北緯54.083度 西経178.417度）で転覆・沈没し、33人の乗組員のうち32人が死亡した。
この事故の原因について、海難審判所は「本件転覆は、荒天揚網の際、たまたま荷崩れが生じたこと及び船側外板開口の閉鎖装置が開放されていたことのため、船体の動揺と傾斜とに伴って同開口から海水が船内に流入し、復原力を喪失したことに因って発生したものである。」と述べており、より具体的には次のように解説している。
本件については、1983年12月15日に横浜地方海難審判庁で裁決され、重大海難事件に指定された。